# Villa Borzino
La villa Borzino è un edificio comunale di Busalla, nella città metropolitana di Genova.

## Storia e descrizione
La costruzione fu progettata dall'architetto Giuseppe Crosa di Vergagni per conto dell'onorevole Emilio Borzino - personalità nota nell'ambiente economico e politico genovese - e i lavori per la sua edificazione furono intrapresi nel 1919. Subì tra il 1927 e il 1936 nuovi lavori di ampliamento che portarono la struttura all'attuale aspetto in stile seicentesco genovese.
La villa, di proprietà comunale dal 1972, è circondata da un parco ricco di alberi con viali e siepi di bosco e nella parte bassa vi è collocato un ninfeo identico a quello presente nella villa Sauli di Genova. L'edificio è stato sede dell'Ente Parco Antola, e, fino alla sua soppressione, della Comunità montana Alta Valle Scrivia.
Ospita oggi la sede del Gruppo Speleologico Ligure Arturo Issel e la sede del Catasto Speleologico Ligure.